# Idaea palaestinensis
Idaea palaestinensis är en fjärilsart som beskrevs av Sterneck 1933. Idaea palaestinensis ingår i släktet Idaea och familjen mätare. Inga underarter finns listade i Catalogue of Life.